# إلهام دويري تابري
الهام دويري تابري (بالعبرية: אלהאם דווירי תאברי‏) (باللغة الإنجليزية: Elham Dwairy Tabry)، ولدت في 11 من كانون الثاني 1947، هي أديبة وأخصائية تربوية فلسطينية.

## السيرة الشخصية
إلهام دويري تابري، ولدت في مدينة الناصرة. هي الطفلة الثالثة من بين خمسة أطفال في عائلة عربية محافظة. والداها هما أديب دحدوح دويري، مهندس معماري، ولوريس إسكندر قعوار، ربة بيت. تعلمت في مدرسة الفرنسيسكان في الناصرة التي كانت في حينه مدرسة للبنات فقط. في صغرها كانت إلهام تقرأ باستمرار وكانت تستعير كتبا من مكتبة خالها البيتية الشاعر د. جمال قعوار لأنه بحينه لم تكن هناك مكتبات عامة لاستعارة الكتب في الناصرة والقضاء.
حصلت في سنة 1972 على شهادة التأهيل للتعليم من خلال برنامج وزارة التربية والتعليم في الناصرة لتأهيل المعلمين. وفي سنة 1986 حصلت على شهادة معلم كبير للّغة الإنجليزية لصفوف الإعدادي. في سنة 1989 نالت لقبها الأول في التربية واللغة العربية وآدابها من جامعة حيفا. في سنة 1997 نالت اللقب الثاني في التربية من جامعة لوفبرا في بريطانيا. في سنة 1995 درست العلاج عن طريق النص/علاج بالقراءة (Bibliotherapy) من الكلية الأكاديمية للتربية أورانيم.
بدأت تعمل في سلك التعليم كمعلمة للصفوف الإعدادية مباشرةً بعد تخرجها من الصف الثاني عشر واستمرت حتى سنة 1997.
بدأت إلهام كتابة مقالات في التربية سنة 1994 بينما كانت تعمل كمعلمة وكمركّزة جماهيرية في المدرسة، كتبت أولاً في صحيفة كل العرب في الفترة التي كان بها الشاعر سميح القاسم هو مدير التحرير للصحيفة. كتبت إلهام ايضاً في صحف ومجلات مختلفة من بينها: مجلة المواكب، مجلة ليدي، موقع بانيت، موقع بكرا وصحيفة الصنارة.
أصدرت قصتها الأولى «البيضة» سنة 1994. حتى هذا اليوم ألفت وأصدرت 62 قصة للأطفال، 9 قصص قصيرة للمراهقين وكتابين في التربية. قصصها عبارة عن سلسلة قصص متنوعة: وهي سلسلة فراس، سلسلة هَنَا وسلسلة كُشْكُشْ. جميع اصداراتها هي من منشورات دار الإلهام التي أقامتها الهام. منذ سنة 2009 أصبح كُشْكُشْ بطلا لعروض مسرحية تربوية في الحضانات، الروضات، المدارس الابتدائية، المراكز الجماهيرية والمسارح في انحاء البلاد وفي السلطة الفلسطينية. أخرجت وكتبت دويري تابري سيناريو المسرحيات والأغاني. طوّرت إلهام ألعابا تفكيرية ممتعة من خلال إستخدامها شخصية كُشْكُشْ.
فازت إلهام سنة 2004 بجائزة الإبداع للأدب العربي من قِبَل وزارة التربية، الثقافة والرياضة.
في تشرين الثاني 2015 وبمبادرة من بلدية الناصرة وإدارة مهرجان الناصرة لمسرح الطفل أُقيمت أُمسية تكريمية  لإلهام دويري تابري تقديراً لجهودها ودورها التربوي والأدبي الكبير، وعطائها المميز للأطفال وللأهالي والمجتمع عامة، خاصة من خلال سلسلة كُشْكُشْ النابعة من مجموعتها القصصية. أقيم خلال أسبوع المهرجان معرضا لرسومات قصص كُشْكُشْ بالإضافة إلى رسومات مجموعتها القصصية الأخرى.
شخصية كُشْكُشْ التي خلقتها إلهام أصبحت من الشخصيات الأكثر شعبية في المجتمع العربي في البلاد.
تم اختيار قصص الهام دويري تابري في برنامج مسيرة الكتاب الذي تنظمه وزارة التربية لسنوات 2009 ، 2010 ،2012 ، 2015، 2016 ، 2017 و2019.
في تشرين الثاني 2019 تم عرض رسومات قصصها/كُشْكُشْ في معرض رسومات في إطار اسبوع الرسومات بمبادرة قسم الفنون في بلدية تل-أبيب يافا.
كتبت الهام نصوصا لبرنامج تلفزيوني «أمل حارتنا» والتي بثت على شاشة التلفزيون التربوي.
منذ أيار 2017 حلّت إلهام ضيفة اختصاصية في التربية ببرنامج بث حي ومباشر في راديو التابع لإذاعة قناة مكان والذي تتحدث فيه عن مواضيع متنوعة في التربية وترد على أسئلة الأهالي أثناء البث.
عملت الهام محاضرة في الكليات لتعليم التربية لجيل الطفولة المبكرة. علمت في الكلية الأكاديمية للتربية أورانيم وفي الجامعة المفتوحة. تقوم الهام بمحاضرات وكمحاضرة ضيفة في الجامعات والمعاهد الأكاديمية في البلاد وفي السلطة الفلسطينية لطواقم التربية والتعليم وللأهالي.
الهام متزوجة من إدوار تابري، مهندس ميكانيكي ومهندس معماري وهي أم لثلاثة أولاد. زوجها وأولادها شركاء بكتابة قصصها: زوجها وابنتها سوسن يقومان بالمراجعة اللغوية، ابنتها فاتن قامت برسم قصصها الأولى، ابنها كمال قام برسم قصص سلسلة كُشْكُشْ وقصص أخرى.

## كتاباتها
قصص إلهام دويري تابري تتوجّه لجيل الرضيع، جيل الطفولة، المراهق وحتى الراشدين. بالإضافة رسمت إلهام بنفسها قصصا علاجية ألّفتها للمراهق.
سلسلة فراس بطلها طفل اسمه فراس، تحتوي على قصص تراثية وقصص من تجارب الطفل اليومية. سلسة هَنَا بطلتها طفلة اسمها هَنَا لجيل الرضيع. هدف حبكتها معالجة الناحية الحسية والعاطفية والفكرية. سلسلة كُشْكُشْ تحكي عن طفل إسمه كُشْكُشْ وهو بطل قصص الكاتبة إلهام. الاسم كُشْكُشْ هو اسم خيالي لا يشبه أي اسم لطفل في وسطنا العربي المحلي. أتت تسمية كُشْكُشْ لتفادي سخرية الأطفال من طفل يحمل اسمه. شخصية كُشْكًشْ في القصص تشبه جميع الأطفال التي منها المضحكة، غير المثالية، المشاغبة، الفضولية والمحبة للاستطلاع. كما واستخدمت الهام شخصية كُشْكُشْ بمجموعة فعاليات ممتعة بكراريس التي هدفت إلى التطوير الذهني-العاطفي للأطفال.
ألّفت الهام سيرة ذاتية بكتاب بائع الزنابق والورود والذي يحتوي على 10 قصص قصيرة. 8 منها هي سيرة ذاتية. وقامت بتأليف 5 قصص قصيرة سيرة ذاتية علاجية للمراهقين والراشدين.
ألفت الهام دويري تابري العديد من القصص التي شملت مواضيع مثل الأدوار الجندرية والأسرة العربية من حيث علاقتها مع الحداثة والتقليدية.
كتبت عن الموت، الطلاق، التنمّر، التنكيل والتنكيل بالطفل خاصة. كتبت قصتين للوقاية والتوعية الجنسية، التحرش الجنسي والبيدوفيليا والذي هو موضوع بمثابة طابو في المجتمع العربي والعالم العربي ككل، مثل قصة «جسم كُشْكُشْ» التي صدرت سنة 2001 و«كُشْكُشْ حارس القلعة» 2008. ألّفت قصة تحكي عن الولادة «كُشْكُشْ يسأل: كيف ولدت؟» 2006 والذي هو أيضا موضوع لم يتداوله العالم العربي في قصص الأطفال حتى ذلك الحين.
كما أتى في كتاب «دراسات في أدب الأطفال المحلي» والذي تناول موضوع التحرش الجنسي في أدب الأطفال المحلي، فإن قصص الأطفال المحلية التي تتناول الموضوع بصراحة ووضوح هي قليلة لا تتعدى أصابع اليد الواحدة واتى في الدراسة بحث عن قصتي «جسم كُشْكُشْ» و «كُشْكُشْ حارس القلعة»، كما وذكر الباحث بأن الرسومات في قصص أخرى لم تخدم النصوص باستثناء قصة «جسم كُشْكُشْ».
تتميز قصص إلهام دويري تابري بالرسوم والإخراج، بكتابتها المسجوعة، النهاية السعيدة الترقيصية، الجمل القصيرة، التعبيرات العاطفية، تقديم الاسم بأسلوب شبيه بحديث الطفل اليومي مما يسهّل عليه فهم الحبكة والتماهي مع بطلها.
كما وجاء في البحث بأن إلهام قد ابتكرت شخصية جديدة محبوبة تشبه الطفل بتصرفاته وتلامس واقعه; فلا غريب في أن تحظى بقلوب الأطفال واختيار المربين.

## وصلات خارجية
- لائحة جزئية 1 لإصدارات إلهام دويري تابري

- لائحة جزئية 2 لإصدارات إلهام دويري تابري

- مشاركة إلهام دويري تابري في TEDx Talks - TEDx Taybeh

- مقابلة في برنامج كيفك أنت الجزء الأول

- مقابلة في برنامج كيفك أنت الجزء الثاني

- مقابلة في برنامج صباحنا_غير - قناة مساواة الفضائية عن اسئلة الأطفال المحرجة

- مقابلة في برنامج صباحنا_غير - قناة مساواة الفضائية عن اهمية اختيار المفردات بقصص الأطفال

- راديو أجيال - فلسطين - الطفل العنيد

- إذاعة الجامعة العربية الأمريكية - بموضوع الغيرة بين الإخوة